# Paul Saux
Pour les articles homonymes, voir Saux (homonymie).
Paul Saux, né le 6 mai 1900 à Billère et mort en 1971 à Gelos, est un joueur français de rugby à XV, ayant évolué à la Section paloise. Son neveu Jean-Pierre, est également champion de France en 1964 avec la Section.
Saux est sacré champion de France avec la Section en 1928, formant avec Bergalet et Jean Defrançais une première ligne redoutable.

## Biographie
Paul Saux effectue l'intégralité de sa carrière sportive à la Section paloise, remportant notamment le championnat en 1927-1928,,.
Avec Albert Cazenave et David Aguilar, Paul Saux contribue à faire du pack palois l'un des plus réputés de France dans les années 1930.

## Palmarès
Championnat de France de rugby à XV 1927-1928